# Gul åkerskivling
Gul åkerskivling (Agrocybe pediades) är en svampart som först beskrevs av Elias Fries, och fick sitt nu gällande namn av Victor Fayod 1889. Gul åkerskivling ingår i släktet marktofsskivlingar och familjen Strophariaceae. Arten är reproducerande i Sverige. Inga underarter finns listade i Catalogue of Life.

## Källor

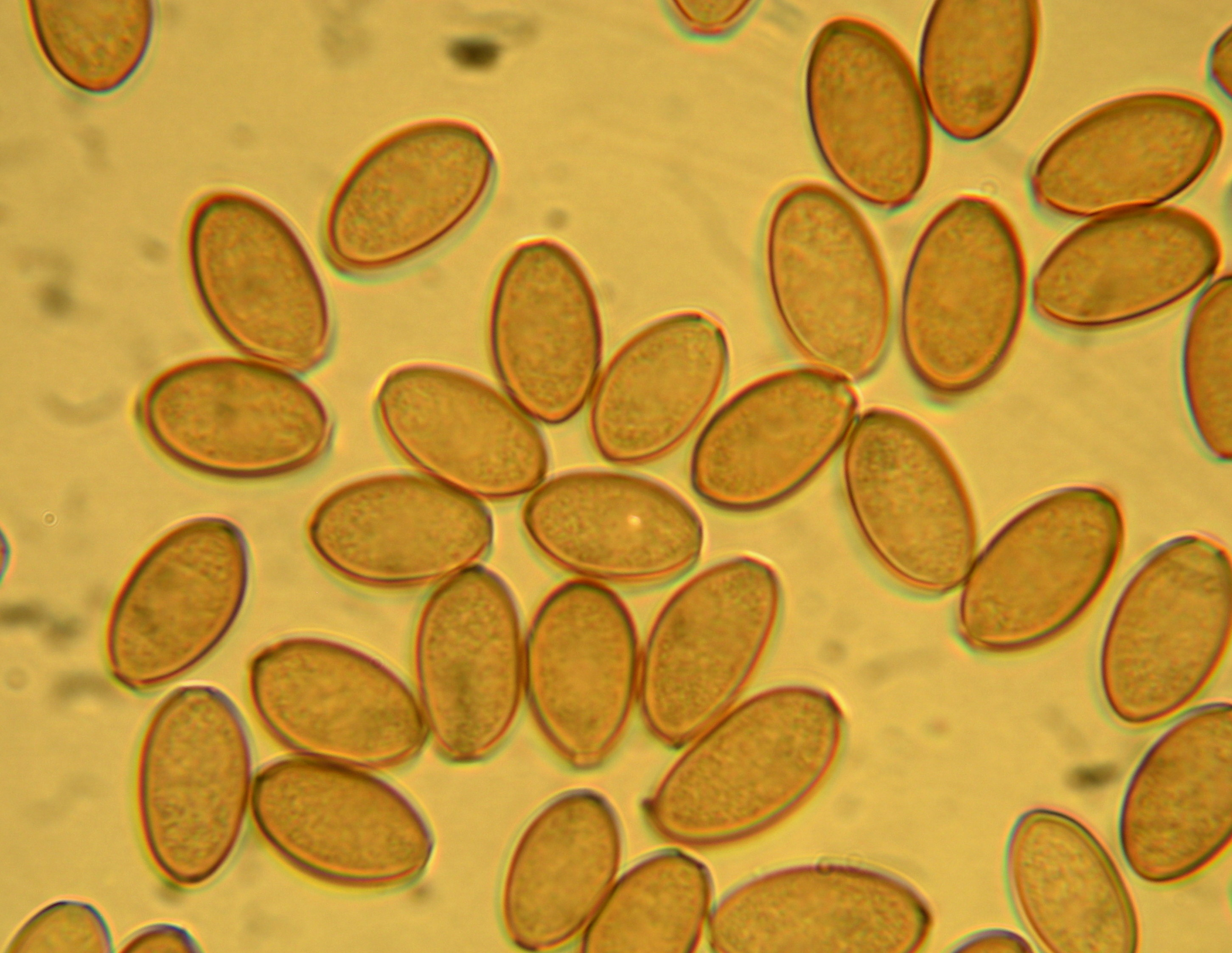